# مانتکول (ویرجینیای غربی)
مانتکول (به انگلیسی: Montcoal) یک منطقهٔ مسکونی در ایالات متحده آمریکا است که در شهرستان رالی، ویرجینیای غربی واقع شده‌است. مانتکول ۲۸۵٫۹۱ متر بالاتر از سطح دریا واقع شده‌است.